# Koninklijke Wijk

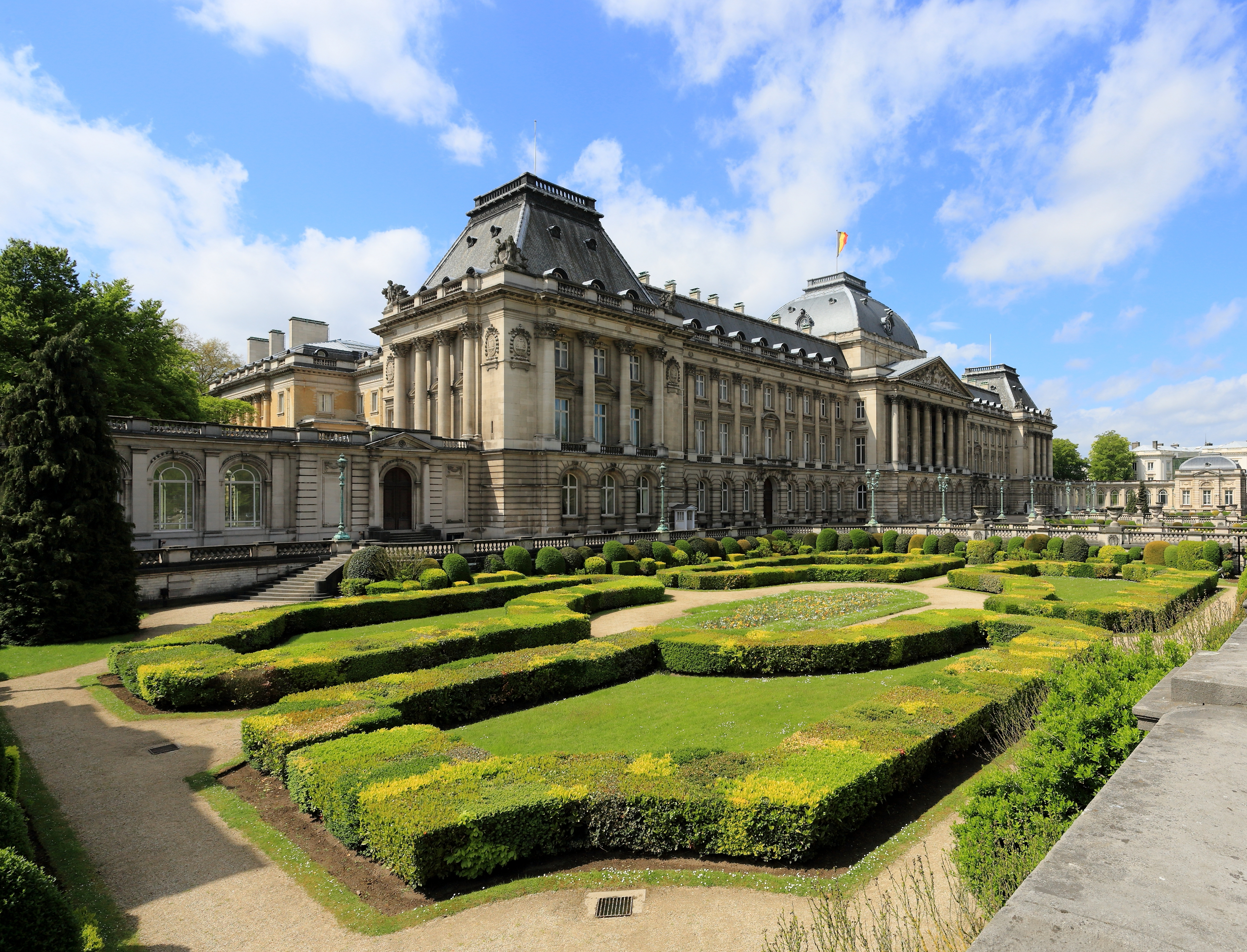
Het Koninklijk Paleis van Brussel

De Koninklijke Wijk of Koningswijk (Frans: Quartier Royal of Quartier de la Cour) is een wijk in de Belgische hoofdstad Brussel. De wijk ligt aan de oostzijde van het vijfhoekige centrum van de stad. De wijk wordt getypeerd door een grote hoeveelheid overheidsgebouwen en is voornamelijk gebouwd in een neoclassicistische stijl (Lodewijk XVI-stijl).

## Situering en beschrijving
De Koninklijke Wijk wordt aan de noordzijde begrensd door Leuvenseweg en de Onze-Lieve-Vrouw-ter-Sneeuw-wijk, in het oosten door de Kleine Ring, in het zuiden door de Zavel (Brederodestraat en Ruysbroeckstraat) en in het westen door de wijk rond de Grote Markt. Afhankelijk van de definitie hoort de wijk Putterij met het Centraal Station en de kathedraal ook tot de Koningswijk. Naast overheidsgebouwen bevinden er zich ook veel ambassades, voornamelijk tussen de Hertogstraat en de Kleine Ring (o.a. die van de Verenigde Staten, Frankrijk en Spanje). Naast de overheersende neoclassicistische stijl, zijn er ook enkele art-nouveau-gebouwen te bewonderen waaronder het Muziekinstrumentenmuseum (gebouw Old England).
De wijk is deels gelegen op het plateau van de bovenstad (Koudenberg) en deels op de helling tussen boven- en benedenstad. Het zuidelijke gedeelte van deze helling draagt de naam Kunstberg, het noordelijke deel Treurenberg. De Koningswijk geldt als een exclusieve centrumwijk.

## Geschiedenis
Als sinds de elfde eeuw was de bovenstad, en meer bepaald de Coudenberg de locatie van de burcht van de graven en later hertogen van Brabant. Vanaf de veertiende eeuw werden er verschillende paleizen gebouwd op Coudenberg, of op de helling onder de Coudenberg:
- Paleis van Nassau (jaren 40 14e eeuw - omstreeks 1750)
- Paleis op de Coudenberg (midden 14de eeuw - 1731)
- Granvellepaleis (1555-1931)
- Paleis van Karel van Lotharingen (1757 - nu)

De huidige wijk werd voornamelijk aangelegd tussen 1775 en 1830 onder impuls van Oostenrijks landvoogd Karel van Lorreinen, dus vóór de onafhankelijkheid van België. Hierbij werden de ruïnes van het Paleis op de Coudenberg opgeruimd en werd het hoger liggende plateau van de Coudenberg geëgaliseerd. Een deel van de helling tussen de bovenstad (Coudenberg) en de benedenstad stond tussen de 15e en 18e eeuw bekend als de Hofberg. Onder koning Leopold II werd er een zogeheten Kunstberg aangelegd met tal van musea. Ten zuiden van de Koninklijke wijk ligt de Zavel, die ook een verbinding maakt tussen het hoge en het lage deel van de stad. Ten noorden van de Coudenberg vindt men de Sint-Michielsberg (rond de kathedraal) en de Treurenberg.

## Gebouwen

### Rond hetKoninklijk Park
in wijzerzin
| Gebouw                     | Adres                               | Jaartal bouw | Architect                                           | Oorspronkelijke functie                                              | Huidige functie                                                               |
| -------------------------- | ----------------------------------- | ------------ | --------------------------------------------------- | -------------------------------------------------------------------- | ----------------------------------------------------------------------------- |
| Paleis der Natie           | Wetstraat 8 / Natieplein            | 1779-1783    | Barnabé Guimard                                     | zetel van de Raad van Brabant                                        | zetel van het Federaal Parlement                                              |
| Hotel van Financiën        | Wetstraat 12                        | 1780         |                                                     | privé-woning                                                         | Kantoor minister van Financiën (met kabinet)                                  |
| Hotel Montoyer             | Wetstraat 16                        | 1782-1784    | Louis Montoyer                                      | Stadsrefuge van de Sint-Geertrui-abdij (Leuven)                      | Kantoor Eerste Minister (met kabinet) + FOD Kanselarij van de Eerste Minister |
| Koninklijk Parktheater     | Wetstraat 3                         | 1782         | Louis Montoyer                                      | schouwburg                                                           | schouwburg                                                                    |
| Vauxhall                   | Wetstraat 5                         | 1782         | Louis Montoyer                                      | café en restaurants                                                  | Cercle Royal Gaulois                                                          |
| Hôtel Empain               | Zinnerstraat 1                      | 1783         | Barnabé Guimard                                     | woning                                                               | De Warande                                                                    |
| Huis Ducale                | Hertogstraat 11                     | 1779         |                                                     | woning                                                               | BNP Paribas Fortis                                                            |
| Lambermont                 | Lambermontstraat 1                  | 1778         | Barnabé Guimard en Philippe Carmon                  | Woning voor de kamerheer van landvoogd Karel van Lorreinen           | Ambtswoning van de eerste minister                                            |
| Paleis der Academiën       | Hertogstraat 1 / Paleizenplein      | 1823-1828    | Charles Vander Straeten en Tieleman Franciscus Suys | Woning van de kroonprins van het Verenigd Koninkrijk der Nederlanden | Zetel van vijf Belgische academiën                                            |
| Koninklijk Paleis          | Brederodestraat 16 / Paleizenplein  | 1820-1826    | Vander Straeten en Suys                             | Paleis van de koning van het Verenigd Koninkrijk der Nederlanden     | Werkpaleis koning                                                             |
| Hôtel Bellevue             | Paleizenplein 7 / Koningsplein      | 1776         | Barnabé Guimard en Nicolas Barré                    | hotel                                                                | BELvue Museum                                                                 |
| Paleis voor Schone Kunsten | Ravensteinstraat 23 / Koningsstraat | 1928         | Victor Horta                                        | kunstencentrum                                                       | kunstencentrum                                                                |
| Hotel Errera               | Koningsstraat 14                    | 1779-1782    | Barnabé Guimard                                     | stadsrefuge van de abdij van Grimbergen                              | Ambtswoning van de Vlaamse regering                                           |
| Hôtel de Ligne             | Koningsstraat 72                    | 1777         | Barnabé Guimard                                     | stadspaleis                                                          | Parlement van de Franse Gemeenschap                                           |

### Rond hetKoningsplein
| Gebouw                                   | Adres                                                  | Jaartal bouw            | Architect                               | Oorspronkelijke functie                                                                       | Huidige functie                                  |
| ---------------------------------------- | ------------------------------------------------------ | ----------------------- | --------------------------------------- | --------------------------------------------------------------------------------------------- | ------------------------------------------------ |
| Hôtel Bellevue                           | Paleizenplein 7 / Koningsplein 9                       | 1776                    | Barnabé Guimard en Nicolas Barré        | hotel                                                                                         | BELvue Museum                                    |
| Hotel Coudenberg                         | Koningsplein 7                                         | 1776-1777               | Barnabé Guimard (en Jean Barré)         | Abdij Sint-Jacob op de Koudenberg                                                             | Grondwettelijk Hof                               |
| Sint-Jacob-op-Koudenberg                 | Borgendaalgang 1 / Koningsplein 6a                     | 1776-1787 (toren: 1849) | Barré, Guimard & Montoyer (toren: Suys) | kerk                                                                                          | kerk                                             |
| Hotel Coudenberg                         | Koningsplein 6                                         | 1776-1777               | Barnabé Guimard en Jean Barré           | Abdij Sint-Jacob op de Koudenberg                                                             |                                                  |
| Hôtel de Templeuve of Hof van Vlaanderen | Koningsplein 4 / Regentschapsstraat 2 / Naamsestraat 1 | 1776                    | Barnabé Guimard                         | woning voor de gravin van Templeuve, later paleis van Filips van België, graaf van Vlaanderen | Rekenhof                                         |
| Hôtel des Brasseurs                      | Koningsplein 3 / Regentschapsstraat 1-3                | 1780                    | Jean Barré en Barnabé Guimard           | zetel van de brouwersgilde, Hotel Gresham                                                     | Koninklijke Musea voor Schone Kunsten van België |
| Hôtel du Lotto                           | Koningsplein 1-2                                       | 1776-1778               | Jean Barré en Barnabé Guimard           | zetel van de Koninklijke en Keizerlijke Loterij                                               | Magrittemuseum                                   |
| Hôtel de Spangen                         | Koningsplein 13-14 / Hofberg 2                         | 1776-1777               | Jean Barré en Barnabé Guimard           | woning voor de graaf van Spangen                                                              | Muziekinstrumentenmuseum                         |
| Hôtel de Grimbergen                      | Koningsplein 10 / Koningsstraat 2-4                    | 1776-1781               | Jean Barré en Barnabé Guimard           | refugiehuis van de Abdij van Grimbergen                                                       | Huis van het Gewest                              |

### Andere gebouwen
- Vlaams Parlementsgebouw (1905)
- Dynastiepaleis (1958)
- Koninklijke Bibliotheek van België Albertina (1954-1969)